# Павликово (Гусь-Хрустальный район)
Павликово — деревня в Гусь-Хрустальном районе Владимирской области России, входит в состав муниципального образования «Посёлок Красное Эхо».

## География
Деревня расположена в 6 км на северо-восток от центра поселения посёлка Красное Эхо и в 28 км на северо-восток от Гусь-Хрустального.

## История
Во второй половине XVII — первой половине XVIII веков деревня входила в Лиственский стан Владимирского уезда Замосковного края Московского царства.
В конце XIX — начале XX века деревня входила в состав Моругинской волости Судогодского уезда, с 1926 года — в составе Александровской волости Владимирского уезда Владимирской губернии. В 1859 году в деревне числилось 12 дворов, в 1905 году — 31 дворов, в 1926 году — 46 дворов. 
С 1929 года деревня являлась центром Павликовского сельсовета Гусь-Хрустального района, с 1940 года — в составе Красно-Эховского сельсовета, с 1973 года — в составе Вашутинского сельсовета, с 2005 года — в составе Муниципального образования «Посёлок Красное Эхо».

## Население
| 1859 | 1905 | 1926 |
| ---- | ---- | ---- |
| 119  | 197  | 217  |

| 1859 | 1905 | 1926 | 2002 | 2010 | 2021 |
| ---- | ---- | ---- | ---- | ---- | ---- |
| 119  | ↗197 | ↗217 | ↘48  | ↘36  | ↗53  |